# چاتالار (سیریک)
چاتالار (ترکی استانبولی: Çatallar) یک محله در ترکیه است که در ناحیهٔ سریک، آنتالیا واقع شده است. جمعیت این محله تا سال ۲۰۲۲ برابر با ۲۸۵ نفر بوده است.